# Rebeka Jančová
Rebeka Jančová (* 25. August 2003 in Zvolen) ist eine slowakische Skirennfahrerin. Sie nahm 2022 für die Slowakei an den Olympischen Winterspielen teil.

## Karriere
Nachdem sie an mehreren von der Fédération Internationale de Ski organisierten Wettbewerben teilgenommen hatte, wurde Rebeka Jančová vom Slovenský olympijský a športový výbor für die Olympische Jugend-Winterspiele 2020 in Lausanne nominiert. Bei den Alpinen-Skiwettbewerben, welche im Skigebiet Les Diablerets ausgetragen wurden, ging sie in der Alpinen Kombination (4. Platz), im Super-G (8. Platz), im Riesenslalom (14. Platz) und im Slalom (15. Platz) an den Start. Kurz nach der Teilnahme an den Olympischen Jugend-Winterspielen startete sie bei den slowakischen Meisterschaften und konnte am 4. Februar 2020 im Slalom-Wettbewerb den slowakischen Meistertitel gewinnen. In der darauffolgenden Saison gab sie in Vaujany ihr Debüt im Europacup, als sie im 9. Januar 2021 beim Slalomwettbewerb im zweiten Durchgang ausschied. Einen Tag später belegte sie beim zweiten Slalomwettbewerb den 32. Platz.
Am Ende der Saison wurde Rebeka Jančová vom Slovenský olympijský a športový výbor für die Olympische Winterspiele 2022 in Peking nominiert und ging dort in vier Rennen an den Start. Ihr olympisches Debüt gab sie dabei am 7. Februar im Riesenslalom-Wettbewerb, wo sie im zweiten Lauf ausschied. Nachdem sie auch im Slalom-Wettbewerb ausgeschieden war, belegte sie im Super-G-Wettbewerb den 39. Platz. Im abschließenden Mannschaftswettbewerb ging sie mit Petra Hromcová, Adam Žampa und Andreas Žampa an den Start und gemeinsam beendete man den Wettbewerb auf den 12. Platz. In der Saison 2022 ging sie beim Australia New Zealand Cup an den Start und belegte bei den beiden Super-G-Wettbewerben in Coronet Peak den zweiten und vierten Platz, wodurch sie in der Super-G-Wertung den zweiten Platz belegte.
In der anschließenden Saison 2022/23 im Weltcup debütierte Rebeka Jančová am 14. Januar 2023 beim Super-G-Wettbewerb in St. Anton, wo sie den 35. Platz belegte und damit ihre ersten Weltcup-Punkte verpasste, in dieser Rennserie. In der Folge vertrat sie die Slowakei auch bei den Alpinen Skiweltmeisterschaften 2023, welche in Courchevel und Méribel ausgetragen wurden. Nachdem sie im Mannschaftswettbewerb mit ihrem Team den 14. Platz belegte und im Parallelrennen als 29. in der Qualifikation ausschied, belegte sie Riesenslalom-Wettbewerb den 32. Platz.

## Familiäres
Rebeka Jančová ist die jüngere Schwester der ehemaligen slowakischen Skirennfahrerin Tereza Jančová.

## Erfolge

### Olympische Winterspiele
- Peking 2022: 12. Mannschaft, 39. Super-G, DNF Riesenslalom, DNF Slalom

### Weltmeisterschaften
- Courchevel/Méribel 2023: 14. Mannschaft, 32. Riesenslalom, DNQ Parallelrennen
- Saalbach-Hinterglemm 2025: 32. Riesenslalom

### Juniorenweltmeisterschaften
- Narvik 2020: 20. Alpine Kombination, 21. Super-G, 25. Riesenslalom
- Bansko 2021: 12. Super-G, 23. Riesenslalom, DNF Slalom
- Panorama 2022: 16. Mannschaft, 23. Abfahrt, 34. Super-G, 34. Alpine Kombination
- St. Anton 2023: 8. Super-G, 18. Abfahrt, 11. Riesenslalom, 11. Mannschaft
- Haute-Savoie 2024: 13. Alpine Team Kombination, 16. Riesenslalom, 28. Super-G

### Europacup
- Eine Platzierung unter den besten 30

### Australian New Zealand Cup
- 2 Platzierungen unter den besten 5, davon ein Podestplatz

### Olympische Jugend-Winterspiele
- Lausanne 2020: 4. Alpine Kombination, 8. Super-G, 14. Riesenslalom, 15. Slalom

### Weitere Erfolge
- Slowakische Meisterin im Slalom 2020
- 6 Siege bei FIS-Rennen